# La Femme et le Pantin (téléfilm, 1990)
Pour les articles homonymes, voir La Femme et le Pantin.
Pour plus de détails, voir Fiche technique et Distribution.
La Femme et le Pantin (La mujer y el pelele) est un téléfilm franco-suisso-espagnol issu de La Grande Collection,, réalisé par Mario Camus d'après le roman éponyme de Pierre Louÿs et diffusé le 5 juillet 1992 à 22h30 sur TF1. Rediffusion le 28 juillet 1995 sur France 2.

## Synopsis
un homme entre en relation avec une femme à Barcelone.

## Fiche technique
- Réalisation : Mario Camus
- Scénario : Jean-François Goyet, d'après le roman Pierre Louÿs (roman)
- Titre original : La mujer y el pelele
- Production : La Cinq
Iberoamericana Films Producción
Lolafilms
Septembre Productions
Télévision suisse romande
- Date de diffusion : 5 juillet 1992 sur TF1 (La Cinq ayant disparu en avril 1992, le téléfilm fut diffusé sur TF1).

## Distribution
- Pierre Arditi : Mathieu
- Maribel Verdú : Estrella
- José Manuel Cervino : Luis
- Mercè Arànega : Clara
- Antonio Flores : Pablo
- Thierry Gimenez : Lachenal
- Laurence Roy : Françoise